# Sally Jones – Eine Weltreise in Bildern

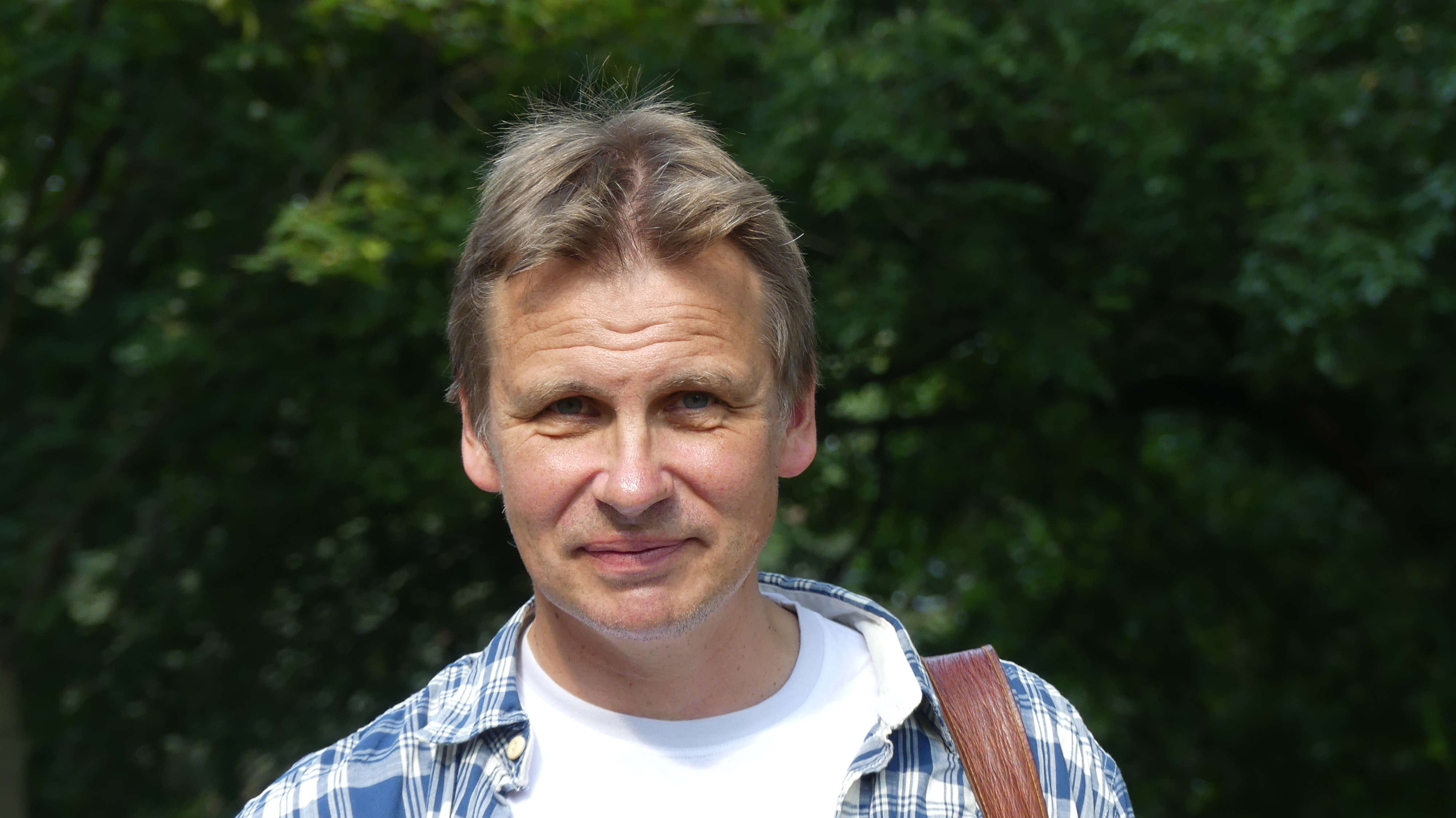
Jakob Wegelius (2016 beim Kinder- und Jugendprogramm des Internationalen Literaturfestivals Berlin)

Sally Jones – Eine Weltreise in Bildern (Originaltitel: Legenden om Sally Jones) ist ein Bilderbuch des schwedischen Schriftstellers und Illustrators Jakob Wegelius. Erzählt wird die Geschichte der Affendame Sally Jones, die eine lange Reise hinter sich bringen und zahlreiche Abenteuer bestehen muss, um ihren Platz in der Welt zu finden.
Sally Jones wurde am 26. August 2008 beim schwedischen Verlag Bonnier Carlsen in schwedischer Sprache veröffentlicht. Die deutsche Übersetzung erschien 2009 beim Gerstenberg Verlag und umfasst 112 Seiten. Gabriele Haefs übersetzte das Buch ins Deutsche. Das Buch ist unter anderem in Deutschland, Dänemark, Japan und den Niederlanden publiziert worden. Es ist das vierte Buch von Wegelius.

## Inhalt
In einer stürmischen Nacht wird ein Gorillamädchen tief im afrikanischen Regenwald geboren. Doch dort kann es nicht lange leben, denn Wilderer fangen sie und verkaufen sie an einen türkischen Elfenbeinhändler. Der wiederum möchte sie seiner Verlobten schenken. Um das Gorillamädchen als menschliches Baby getarnt auf ein Schiff zu schmuggeln, gibt er ihr einen Namen: Sally Jones. Da die Verlobte des Händlers nicht sonderlich begeistert von dem Geschenk ist, verkauft dieser Sally Jones weiter an die reiche Witwe Frau Schultz.
Diese kümmert sich in ihrer Villa in Istanbul zunächst sehr gut um sie. Doch dann bringt sie Sally Jones das Stehlen bei und benutzt sie, um verschiedene Einbrüche zu begehen. Als das Gorillamädchen erwischt wird, flieht Frau Schultz, die eine Betrügerin ist und eine falsche Identität benutzt hat. Daraufhin muss Sally Jones in den Tierpark, wo sie nach sechs Jahren den Orang-Utan Baba kennenlernt. Baba kommt aus dem Regenwald in Borneo und leidet unter starkem Heimweh. Die beiden träumen von einer gemeinsamen Zukunft im Regenwald und geben sich gegenseitig Halt. Als Baba in einen anderen Tierpark verlegt wird, ist Sally Jones zutiefst betrübt und hört auf, zu essen und zu schlafen. Der Tierarzt deutet ihr Verhalten falsch und rät dazu, sie zu verkaufen.
So kommt sie zu einem Wanderzirkus, bei dem die Assistentin des Zauberers Magic Silvio wird. Dieser muss jedoch eines Tages fliehen und nimmt Sally Jones mit. Sie hilft nicht nur bei dessen Auftritten und erledigt verschiedenste Aufgaben für ihn, sondern er bringt ihr auch Lesen und Schreiben bei, damit sie seine zahlreichen Liebesbriefe beantworten kann. Magic Silvio wird immer fauler und schließlich zeigt er ihr sogar, wie man Auto fährt, damit er nicht mehr selbst fahren muss. Diese Gelegenheit nutzt Sally Jones und stiehlt den Lastwagen. Damit macht sie sich auf den Weg zurück nach Istanbul, wo sie Baba aus dem Tierpark befreit.
Auf dem Schiff Otago, das Richtung Südostasien unterwegs ist, verstecken sich die beiden Affen im Lagerraum. Ihre Reise führt sie über Ägypten und das Rote Meer zum Indischen Ozean. Schnell sind ihre Vorräte aufgebraucht und trotz der Warnungen, die Sally Jones ausspricht, kann Baba nicht widerstehen und stiehlt Essen aus der Schiffsküche. Er wird erwischt und die beiden blinden Passagiere fliegen auf. Nur mit Hilfe des Maschinisten Henry Koskela, der auch „Der Chief“ genannt wird, dürfen die beiden Affen an Bord bleiben – und zwar unter der Bedingung, dass sie mitarbeiten. Baba gefallen die hohe See und die Arbeit auf dem Schiff gar nicht, aber Sally Jones fühlt sich sehr wohl.
Als die Otago in einen Sturm gerät, muss die gesamte Besatzung mit Hilfe der Rettungsboote fliehen. Koskela, Baba und Sally Jones können sich gerade noch in ein Boot retten, bevor das Schiff sinkt. Mit diesem Rettungsboot gelangen sie schließlich nach Borneo. Dort hauen Baba und Sally Jones heimlich in den Dschungel ab. Baba fühlt sich sofort wohl, doch Sally Jones kennt sich im Dschungel nicht aus und hat Schwierigkeiten, sich zurechtzufinden. Als sie eine Gruppe Orang-Utans treffen, werden die Probleme noch größer. Auch Baba verändert sich: In seiner Freude über seine neuen Freunde und die Rückkehr in seine Heimat vergisst er, dass Sally Jones Hilfe braucht. Schließlich glauben die Orang-Utans, Sally Jones sei eine Gefahr, und sie muss die Truppe verlassen.
Sie wird von Jägern des Dayakvolks gefangen – und in deren Lager von einem Kaufmann entdeckt, der Sally Jones den Dayak abkauft. Dieser Kaufmann wiederum verkauft Sally Jones an einen Naturforscher, der sich erhofft, eine seltene Tierart entdeckt zu haben. Er investiert all sein Geld in eine erfolglose Expedition und die Verbreitung der Nachricht des vermeintlichen Sensationsfunds. Als er schließlich wirtschaftlich ruiniert ist, lässt er all seinen Frust an Sally Jones aus. Doch die wehrt sich eines Tages und der Naturforscher stürzt und kommt ums Leben. Von den Behörden wird sie nun an einen indischen Kneipenwirt verkauft, der sich erhofft, mit Sally Jones als Attraktion Gäste anzulocken.
Eines Tages wird sie dort vom Seemann Koskela entdeckt, der sofort Geld zusammenspart, um sie freizukaufen. Er nimmt sie mit an Bord des Schiffs Patna, auf dem er arbeitet. Dort pflegt er sie zunächst gesund und schließlich bringt er ihr die Tätigkeit des Maschinisten bei, sodass Sally Jones mit ihm zusammen arbeiten kann. Nachdem der Chief seine Heuer auf der Patna wegen einer Verletzung verliert, gelangen die beiden auf einem anderen Schiff von Singapur nach San Francisco, wo sie eine Reparaturwerkstatt eröffnen. Der Chief heiratet, aber als die Ehe scheitert, reisen er und Sally Jones weiter über Texas nach New York. Dort können sie sich mit Hilfe von Geld, das Sally Jones der Betrügerin Frau Schultz stiehlt, ein eigenes Schiff kaufen: die Hudson Queen. Als die beiden das Schiff auf Vordermann gebracht haben, machen sie sich auf und bereisen die ganze Welt. Als sie im Kongo der Stelle, an der Sally Jones einst von Wilderern gefangen wurde, näher kommen, haut diese ab. Der Chief ist unglücklich und macht sich nach drei Wochen langem Warten auf die Weiterreise. Doch da trifft er Sally Jones, die sich von einer großen Gruppe Gorillas unter Tränen verabschiedet, um anschließend auf die Hudson Queen zurückzukehren.

## Figuren

### Hauptfiguren
Sally Jones
Sally Jones wird im Kongo geboren. Dort lebt sie glücklich mit anderen Gorillas zusammen, bis sie von Wilderern gefangen wird. Sie ist ein sehr ungewöhnlicher Affe, mit besonders vielen Talenten. Dies wollen sich viele Menschen zunutze machen, worunter Sally Jones leiden muss. Sie ist klug, tüchtig und geschickt, lernt lesen und schreiben, Autofahren und vieles mehr. Ganz besonders gefällt ihr die Arbeit auf hoher See als Maschinistin. Im Tierpark lernt sie den Orang-Utan Baba kennen, in den sie sich verliebt. Doch es stellt sich raus, dass die beiden in unterschiedlichen Welten zu Hause sind. Als sie ihn verlassen muss, bricht es ihr das Herz und sie leidet noch lange unter starkem Liebeskummer. Doch insbesondere durch die Unterstützung ihres neuen besten Freundes Henry Koskela, kommt sie über Baba hinweg.

### Nebenfiguren
Henry Koskela aka Der Chief
Der Chief arbeitet als Maschinist auf der Otago, als er Sally Jones und Baba kennenlernt. Er ist ein sehr gutmütiger und ehrenwerter Seemann, weswegen er sich auch für die beiden Affen einsetzt. Er behandelt Sally Jones immer sehr gut und vor allem nicht anders als Menschen. Ihm wird das Herz von einer Sängerin gebrochen, in die er lange Zeit verliebt war. Erst Sally Jones kann ihn aus diesem Loch herausholen. In San Francisco lernt er die Bäckerin Donna Bloom kennen und heiratet sie. Doch da diese ein Problem mit Sally Jones hat, verlässt er sie wieder. Seine Freundschaft mit der Affendame ist für ihn nämlich wichtiger als jede Frau. Genau wie sie hat er eine große Leidenschaft für Schiffe und Handwerk.
Baba
Baba ist ein Orang-Utan aus Borneo. Er wurde vom Steuermann eines Schiffes aus dem Dschungel herausgeschmuggelt und gelangte so in den Tierpark von Istanbul. Dort lernt er Sally Jones kennen, mit der er sich schnell anfreundet. Die beiden träumen von einem Leben in Freiheit. Als es ihnen schließlich gelingt zu flüchten, muss Baba zunächst feststellen, dass ihm das Leben auf dem Schiff überhaupt nicht gefällt. Auch für die Arbeit dort ist er nicht geschaffen. Umso glücklicher ist er, als sie zurück nach Borneo in den Urwald kommen. Er liebt es, sich dort von Ast zu Ast zu schwingen, Essen von den Bäumen zu pflücken und Zeit mit den anderen Orang-Utans zu verbringen. Vor lauter Freude über die Rückkehr in den Dschungel, vergisst er seine Freundin Sally Jones völlig und so gehen die beiden getrennte Wege.

## Literarische Kritik
„Seite für Seite bebildert er die Episoden in altertümlicher Manier, mal wie einen Stich, mal wie eine Fotografie, eine Landkarte oder ein Werbeplakat. Brillant!“

„Jakob Wegelius hat mit Sally Jones – Eine Weltreise in Bildern eine spannende und zutiefst bewegende Abenteuer-Geschichte erfunden“

## Nominierungen und Auszeichnungen
| 2008 | August-Preis |

## Öffentliche Buchpräsentationen
Das Buch wurde beim Kinder- und Jugendprogramm des 16. Internationalen Literaturfestivals Berlin im September 2016 als Deutschlandpremiere in Anwesenheit des Schriftstellers vorgestellt.